# Madhouse (filme de 1990)
Madhouse (A Casa Maluca, no Brasil, Casa de Loucos, em Portugal) é uma comédia de 1990 dirigido por Tom Ropelewski.

## Sinopse
O casal recém-casado vive em perfeita harmonia até que visitantes indesejáveis começam a chegar, tornando o lugar insuportável. Entre os hóspedes estão uma grávida histérica, uma mulher caça-níquel, um traficante, e muito mais, até um gato com muitas vidas.

## Elenco
- John Larroquette como Mark Bannister
- Kirstie Alley como Jessie Bannister
- Alison La Placa como Claudia, irmã de Jessie
- John Diehl como Fred, primo de Mark
- Jessica Lundy como Bernice, esposa de Fred
- Bradley Gregg como Jonathan, filho de Claudia
- Dennis Miller como Wes
- Robert Ginty como Dale
- Wayne Tippit como Mr. Grindle
- Paul Eiding como Stark
- Aeryk Egan como C.K.
- Deborah Otto como Katy